# Amphelictus castaneus
Amphelictus castaneus là một loài bọ cánh cứng trong họ Cerambycidae.